# Kaj Øgaard Sørensen
Kaj Øgaard Sørensen (født 11. januar 1922, død 30. maj 2017) var redaktøren bag Hareskov-Værløse Avis, som han udgav en gang om ugen fra den 7. september 1945. Den sidste trykte avis blev afleveret til trykkeriet i Vordingborg den 22. november 2007. Derefter skrev Kaj Øgaard Sørensen sin elektroniske avis uge efter uge fra sin bolig på Ryetbo Plejehjem. I alt var han redaktør for avisen i mere end 71 år.  
Der blev afholdt en stor reception på Rådhuset til ære for Kaj, da han holdt 50 års jubilæum i 1995 – og han blev tildelt Værløse Kommunes Kulturpris i 2002.
I 2004 fik Kaj sit eget museum: Museet for Kajs Avis. En gruppe borgere har bygget et lille stråtækt hus tæt ved Værløse Museum, hvor nogle af Kajs byggesten til avisen skal opbevares, bl.a. en trykkemaskine.
Kajs store idol er Gutenberg, der gjorde det muligt for hvermand at lave en avis. Og så nævnte han ofte Ernst Henrich Berling som en anden god repræsentant for dansk presse.
I 2011 kom han i Guinness Rekordbog pga. den lange periode som redaktør.